# حبیب بهار
حبیب بهار سیاست‌مدار ایرانی بود، که در دوره بیست و چهارم مجلس شورای ملی به عنوان نماینده مشهد از استان خراسان رضوی در مجلس شورای ملی حضور داشت.